# 초고속! 참근교대 리턴즈
《초고속! 참근교대 리턴즈》(超高速! 参勤交代 リターンズ, SAMURAI HUSTLE RETURNS)는 일본에서 제작된 모토키 가츠히데 감독의 2016년 코미디 영화이다. 사사키 쿠라노스케 등이 주연으로 출연하였다. 2016년 9월 10일 쇼치쿠에 의해 일본에서 개봉되었다.

## 출연

### 주연
- 사사키 쿠라노스케

### 조연
- 후카다 쿄코
- 이하라 츠요시
- 테라와키 야스후미
- 카미지 유스케
- 치넨 유리
- 에모토 토키오
- 록카쿠 세이지
- 후루타 아라타
- 콘도 코엔
- 와타나베 히로유키
- 나카오 아키요시
- 하시모토 준
- 시시도 카이
- 오오츠루 기탄
- 니시무라 카즈히코
- 마이하네 미미
- 시시도 미와코
- 칸베 히로시
- 나시모토 켄지로
- 사이토 아유무
- 타나카 소타로
- 타구치 히로마사
- 이치카와 엔노스케
- 이시바시 렌지
- 홋타 마유